# Mosiera wrightii
Mosiera wrightii là một loài thực vật có hoa trong Họ Đào kim nương. Loài này được (Krug & Urb.) Borhidi mô tả khoa học đầu tiên năm 1992.